# Милет
Милет је древни град на обали Анадолије, близу ушћа реке Меандер. То место је настањено још од бронзаног доба. Прво га у својим документима спомињу Хетити. У време хетитског краља Мурсила око 1320. п. н. е. постаје мостобран за експанзију Микењана у Малу Азију. Према хетитским записима сматра се да су га настанили становници Крита око 1500. п. н. е.
Грчки митови повезују оснивање Милета са Сарпедоном, херојем Милета, који је побегао са Крита од краља Миноса и населио град становницима из критског Милета. Ти митови кажу да је Милет основао град тек кад је заклао џина Астеријуса.
Касније је познат као један од 12 градова Јонског подручја. План града у облику мреже постаје узор за римске градове.
У 6. веку п. н. е. Милет је постао империја са неколико колонија. Био је центар током Јонског устанка (499. п. н. е. — 494. п. н. е.). Након јонског устанка Милет је 494. п. н. е., пале Персијанци. Године 479. п. н. е. поново прелази у грчке руке.
Током времена неколико других градова је основано од Милетских насељеника, све до Крима.
Милет је био филозофски центар. Талес, Анаксимандар и Анаксимен су из Милета.
Поново су га освојили Персијанци, а ослободио га Александар Велики 334. п. н. е. По Новом завету Милет је место где се апостол Павле срео са старешинама Ефеске цркве, пре него што је ухваћен и одведен у Рим.